# Devlin DeFrancesco
Devlin DeFrancesco, né le 17 janvier 2000 à Toronto (Canada), est un pilote de course automobile italo-canadien. Après avoir participé à des épreuves de monoplace dans des championnats tels que l'Euroformula Open, le Championnat de Formule 3 FIA en 2019, le Championnat d'Asie de Formule 3 en 2020, et l'Indy Lights en 2021, il participe depuis février 2022 au championnat IndyCar Series. Depuis 2018, il participe également à des épreuves d'endurance au volant de Sport-prototype dans le championnat américain WeatherTech SportsCar Championship.

## Carrière

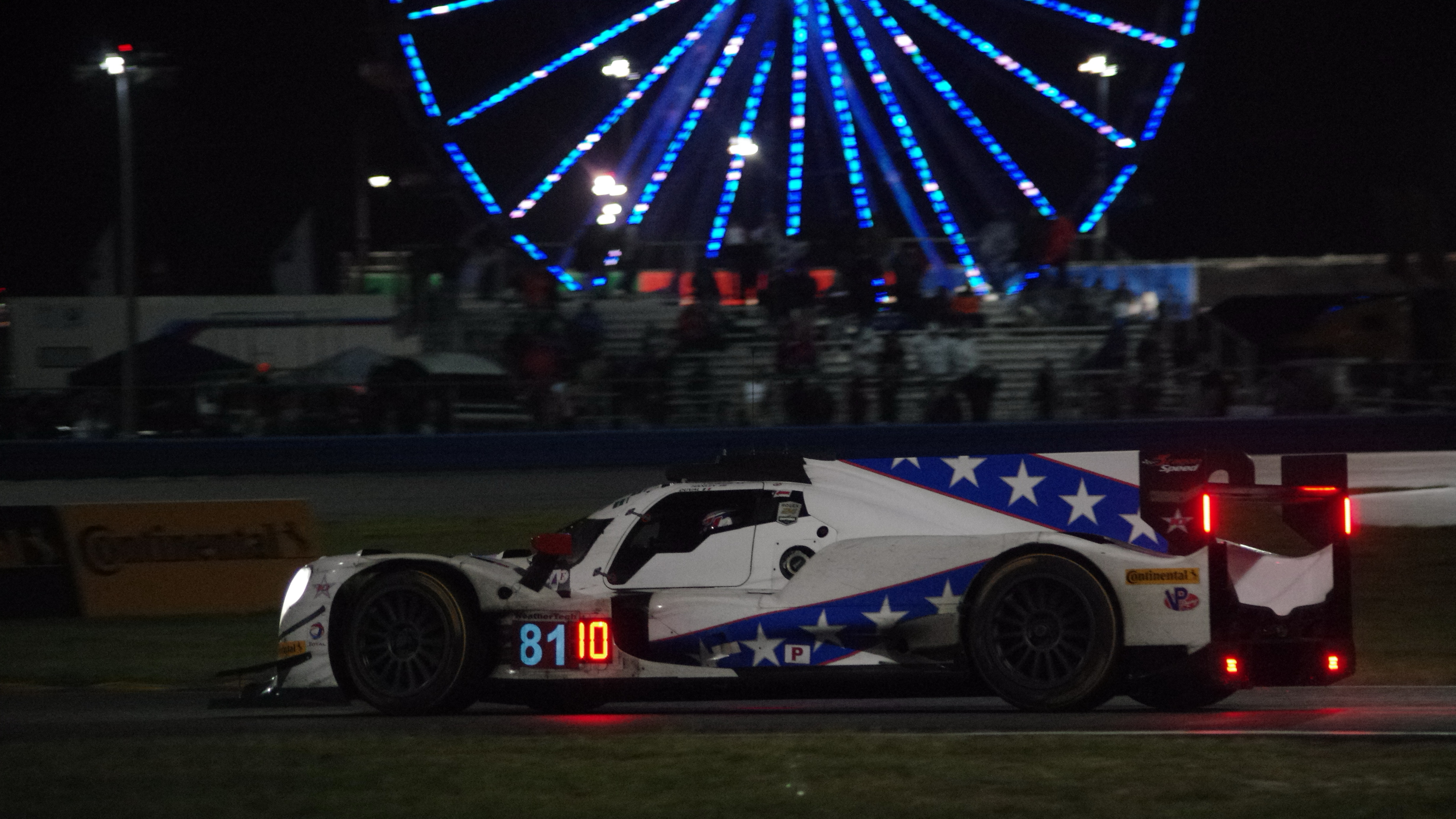
Une Oreca 07 de l'écurie DragonSpeed

En 2022, après avoir évolué dans la filière monoplace Road To Indy de l'écurie Andretti Steinbrenner Autosport, Devlin DeFrancesco s'engage dans cette même écurie afin de participer au championnat IndyCar Series auxx côtés de Romain Grosjean, Colton Herta et Alexander Rossi en tant que coéquipier d'écurie,. Comme la saison précédente, il s'inscrit avec l'écurie américaine DragonSpeed – Atmofizer afin de participer aux 24 Heures de Daytona.

### Résultats en monoplace
| Saison    | Championnat                          | Écurie                          | Courses | Victoires | Pole positions | Meilleurs tours | Podiums | Points | Classement |
| --------- | ------------------------------------ | ------------------------------- | ------- | --------- | -------------- | --------------- | ------- | ------ | ---------- |
| 2015      | Ginetta Junior Championship          | HHC Motorsport                  | 12      | 0         | 1              | 0               | 0       | 66     | 23e        |
| 2016      | Toyota Racing Series                 | Giles Motorsport                | 15      | 0         | 0              | 0               | 0       | 465    | 10e        |
| 2016      | Championnat de Formule 4 Britannique | Carlin                          | 30      | 3         | 1              | 2               | 10      | 265    | 5e         |
| 2016      | Championnat d'Italie de Formule 4    | Mücke Motorsport                | 18      | 1         | 0              | 0               | 0       | 40     | 19e        |
| 2017      | Euroformula Open                     | Carlin                          | 16      | 1         | 0              | 0               | 7       | 172    | 3e         |
| 2017      | Championnat d'Espagne de Formule 3   | Carlin                          | 6       | 1         | 0              | 0               | 3       | 119    | Champion   |
| 2017      | Championnat d'Europe de Formule 3    | Carlin Motorsport               | 6       | 0         | 0              | 0               | 0       | 0†     | n.c        |
| 2018      | GP3 Series                           | MP Motorsport                   | 12      | 0         | 0              | 0               | 0       | 0      | 21e        |
| 2018      | Championnat d'Europe de Formule 3    | Carlin Motorsport               | 6       | 0         | 0              | 0               | 0       | 0      | 25e        |
| 2019      | Formule 3                            | Trident                         | 16      | 0         | 0              | 0               | 0       | 0      | 25e        |
| 2019-2020 | Championnat d'Asie de Formule 3      | Absolute Racing                 | 9       | 0         | 1              | 1               | 3       | 101    | 7e         |
| 2020      | Indy Pro 2000 Championship           | Andretti Steinbrenner Autosport | 14      | 0         | 0              | 0               | 0       | 290    | 2e         |
| 2021      | Indy Lights                          | Andretti Steinbrenner Autosport | 20      | 0         | 0              | 0               | 2       | 326    | 6e         |

† DeFrancesco étant un pilote invité, il était inéligible pour marquer des points.

## Palmarès

### Résultats aux24 Heures de Daytona
| Année | Écurie                  | Copilotes                                            | Voiture          | Classe | Tours | Pos. | Class Pos. |
| ----- | ----------------------- | ---------------------------------------------------- | ---------------- | ------ | ----- | ---- | ---------- |
| 2018  | JDC Miller Motorsports  | Robert Alon (en) Austin Cindric Simon Trummer        | Oreca 07         | P      | 798   | 6e   | 6e         |
| 2019  | JDC Miller Motorsports  | Mikhail Goikhberg Tristan Vautier Rubens Barrichello | Cadillac DPi-V.R | DPi    | 586   | 5e   | 5e         |
| 2021  | DragonSpeed USA LLC     | Eric Lux Christopher Mies Fabian Schiller (en)       | Oreca 07         | LMP2   | 783   | 9e   | 3e         |
| 2022  | DragonSpeed – Atmofizer | Colton Herta Eric Lux Patricio O'Ward                | Oreca 07         | LMP2   |       |      |            |

### Résultats enIndyCar Series
| Saison | Écurie                          | GP disputés | Pole positions | Victoires | Podiums | Meilleur tour | Top 5 | Top 10 | Points inscrits | Classement |
| ------ | ------------------------------- | ----------- | -------------- | --------- | ------- | ------------- | ----- | ------ | --------------- | ---------- |
| 2022   | Andretti Steinbrenner Autosport | 17          | 0              | 0         | 0       | 0             | 0     | 0      | 205             | 23e        |
| 2023   | Andretti Autosport              | 17          | 0              | 0         | 0       | 0             | 0     | 0      | 178             | 22e        |
| 2025   | Rahal Letterman Lanigan Racing  |             |                |           |         |               |       |        |                 | e          |

### Résultats enWeatherTech SportsCar Championship
| Année | Écurie                 | Classe | Châssis          | Moteur                     | 1      | 2   | 3   | 4   | 5   | 6   | 7   | 8   | 9   | 10    | Classement | Points |
| ----- | ---------------------- | ------ | ---------------- | -------------------------- | ------ | --- | --- | --- | --- | --- | --- | --- | --- | ----- | ---------- | ------ |
| 2018  | JDC Miller Motorsports | P      | Oreca 07         | Gibson GK428 4,2 L V8 Atmo | DAY 6  | SEB | LBH | MDO | DET | WGL | MOS | ELK | LGA | PET 9 | 38e        | 47     |
| 2019  | JDC Miller Motorsports | DPi    | Cadillac DPi-V.R | Cadillac 5,5 L V8 Atmo     | DAY 5  | SEB | LBH | MDO | DET | WGL | MOS | ELK | LGA | PET   | 32e        | 26     |
| 2021  | DragonSpeed USA        | LMP2   | Oreca 07         | Gibson GK428 4,2 L V8 Atmo | DAY 3† | SEB | WGL | WGL | ELK | LGA | PET |     |     |       | Nc.        | 0      |